# 梅世文
梅世文（1963年9月—），山东即墨人，汉族，中国共产党党员。中华人民共和国政治人物、第十三届全国人民代表大会广西壮族自治区代表。

## 生平
2018年，梅世文被选为广西壮族自治区出席第十三届全国人民代表大会代表。